# Čermeľský potôčik
Čermeľský potôčik je horizontální fontána na Hlavní ulici v Košicích. Nachází se v jižní a severní části této ulice. V jižní části vede od Rooseveltovy ulice k Dolní bráně a na Náměstí Svobody. V severní části vede od sochy Immaculaty k bývalému obchodnímu domu Tesco.

## Vznik
Čermeľský potôčik byl vybudován 9. května 1997. Původně potok přitékal do města z nedaleké lesní oblasti Čermeľ jako rameno stejnojmenného Čermeľského potoka, v souvislosti s rozvojem městské hromadné dopravy byl původní potok v roce 1899 zasypán a zaveden do městské kanalizace.
Před sousoším Immaculata se rozvětvoval na obě strany, aby se znovu spojil u Forgáčova paláce (dnes Státní vědecká knihovna Košice). Vznikl tak jakýsi ostrov, který se stal centrem Košic. Stála na něm například bývalá radnice, která se nacházela na místě dnešního Státního divadla. Na tomto pomyslném ostrově stál již ve 13. století farní kostel a na jeho místě později dnešní Dóm svaté Alžběty, stejně jako kaple svatého Michaela a hřbitov kolem ní.
Potůček měl průtok 50 až 400 sekundových litrů a vedlo přes něj několik desítek mostků. Současný obnovený potůček vypadá velmi podobně, je však více upravený a také osvětlený. Hlavní rozdíl je však v tom, že jako by vyvěral u obchodního domu Tesco a mizel v podzemí před samotným morovým sloupem. Na povrch se vrací podzemním potrubím, a tvoří tak podzemní uzavřený cyklus. Voda, která v něm cirkuluje, je do podzemí přiváděna také z nedalekého Mlýnského náhonu. Potok je hluboký 15 cm a široký 40 cm, takže je ideální pro brodění v horku. Zároveň zaručuje o něco menší prašnost a větší vlhkost ve středu města. Při budování potoka vznikla i jeho jižní část, která dotváří jakousi symetrii na Hlavní ulici, ale tato část je dočasně nefunkční. Torzo potoka začíná před Státní vědeckou knihovnou, ale není na svém historickém místě, protože jeho historický předchůdce již v tomto prostoru odbočoval do Zvonárské ulice.